# Emmanuel Lanne (moine)
Pour les articles homonymes, voir Lanne (homonymie).
Emmanuel Lanne, aussi appelé Dom Emmanuel Lanne, né à Paris le 4 avril 1923 et mort le 23 juin 2010, est un moine catholique français de l'Abbaye de Chevetogne qui a joué un rôle important dans le rapprochement des différentes religions chrétiennes et la préparation du concile Vatican II.

## Biographie

### Jeunesse et origine de sa vocation
Son père était ingénieur et fait un séjour professionnel en Russie en 1930. A son retour, il raconte la persécution des chrétiens en URSS, ce qui émeut le jeune enfant. Il assiste en 1937 à des conférences sur l'œcuménisme, où il apprend que les protestants, décrits à l'époque dans les milieux catholiques comme des hérétiques, ont beaucoup de rationalité dans leur logique. En 1941, il assiste à une messe célébrée en russe par le père Christophe-Jean Dumont, avec lequel il prend contact pour comprendre comment celui-ci vivait sa foi chrétienne[réf. à confirmer].
Après son baccalauréat en philosophie, il prend des cours en 1942 à l'ancien séminaire des Carmélites, où il apprend que beaucoup d'entre elles avaient été guillotinées pendant la Révolution française. Dans le séminaire, il a des contacts avec le futur évêque Jean-François Arrighi, d'origine catholique grecque, très féru des églises orientales et enclin à l'œcuménisme.
Il est arrêté par la Gestapo pour avoir refusé le service du travail obligatoire, puis relâché. Début 1945, il suit des cours d'élève-sous-officier, mais constate que la carrière militaire ne l'intéresse pas.

### Formation et traduction de documents coptes anciens
Il entre au monastère de Chevetogne en 1946 et est ordonné en 1950. Il poursuit ensuite des études de langue russe à l'Ecole des langues orientales anciennes et à l'École pratique des hautes études. Il soutient son mémoire de fin d'études en 1956 ; ce mémoire est publié en 1958 sous le titre Le grand euchologue du monastère blanc. Texte copte avec la traduction française,. Son mémoire est le fruit de l'étude et de la traduction de 29 folios liturgiques coptes manuscrits datant de l'an 980 et faisant partie d'un codex qui en comportait 120, éparpillés dans 4 bibliothèques différentes,.

### Fonctions d'enseignement
Il est préfet des études du Collège pontifical grec de Rome de 1956 à 1962, puis recteur de 1962 à 1967, et y retourne comme père spirituel de 1998 à 2002. Il enseigne aussi la théologie orientale et le copte à l'Athénée pontifical Saint-Anselme de 1959 à 1971, à l'Université pontificale du Latran, à l'Université pontificale urbanienne et à l'Institut pontifical oriental. Après la mort de André de Halleux (en) en 1994, il donne le cours de théologie à l'UCLouvain pendant 1 an,.

### Activités œcuméniques
En parallèle avec ses activités d'enseignement, il est expert du Secrétariat pour l'unité des chrétiens et consulteur pour la Congrégation pour les Églises orientales.
Il contribue à la préparation de documents pour le concile Vatican II en qualité d'expert non officiel : le décret Unitatis Redintegratio et la constitution dogmatique Lumen Gentium. Il réalise à cette occasion, comme volume dont il est le seul auteur, une présentation et un commentaire du décret sur l'œcuménisme.
Il est membre de la commission "Foi et Constitution" du Conseil œcuménique des Églises de 1968 à 1998 et vice-président de cette commission de 1971 à 1976.
À partir de 1982, il organise à Chevetogne des sessions d'études œcuméniques, réunissant notamment des pasteurs luthériens, réformés, anglicans, méthodistes, et des prêtres orthodoxes,.
Il contribue à la rédaction du « Document de Ravenne (en) » approuvé à Ravenne en 2007 par la Commission internationale mixte du dialogue catholique-orthodoxe (en),,.

## Distinctions
- Docteur honoris causa de l'Université de Neuchatel (Faculté de théologie protestante) en 1970[6]
- Docteur honoris causa de l'Athénée pontifical Saint-Anselme (20 novembre 2003)[6],[16]